# Доннини, Джироламо
Джироламо Доннини (итал. Girolamo Donnini, 18 апреля 1681, Корреджо, Италия — 23 января 1743, Болонья) — итальянский художник эпохи барокко. Писал картины преимущественно религиозного содержания.

## Жизнь и творчество
Учился живописи сперва в Модене у художника Франческо Стринга, затем — у Джованни Джозеффо даль Соле в Болонье. В 1708 году совершает поездку в Форли и берёт уроки у местного мастера Карло Чиньяни. Чиньяни оказал особое влияние на творчество молодого живописца. Порлортна Джироламо Доннини можно уидеть в музеях и церквях многих городов Центральной Италии, в особенности в области Эмилия-Романья: Болонье, в Песции, в родном городе Доннини, Корреджо, а также в Турине. Для последнего он пишет полотна «Благовещение» для церкви того же названия (Annunziata delle Orfanelle, Tоrinо). В Болонье он пишет алтарные картины для церквей Тела Господня (Corpus Domini, Bologna) и Мадонны ди Галлиера (Madonna di Galliera, Bologna). В Корреджо он работает над полотном для церкви св. Себастьяна, для собора са. Франциска в Римини (San Francesco, Rimini) художник создаёт полотно «Св. Антоний Падуанский». Пишет картины для церкви Оспидвле Маджоре в Бергамо (Una dell’Ospedale Maggiore, Bergamo).
Среди учеников Джироламо Доннини следует назвать художников Франческо Боси, Гоббо ди Синибальдо и Бенедетто дель Буоно (1711—1775).

## Галерея

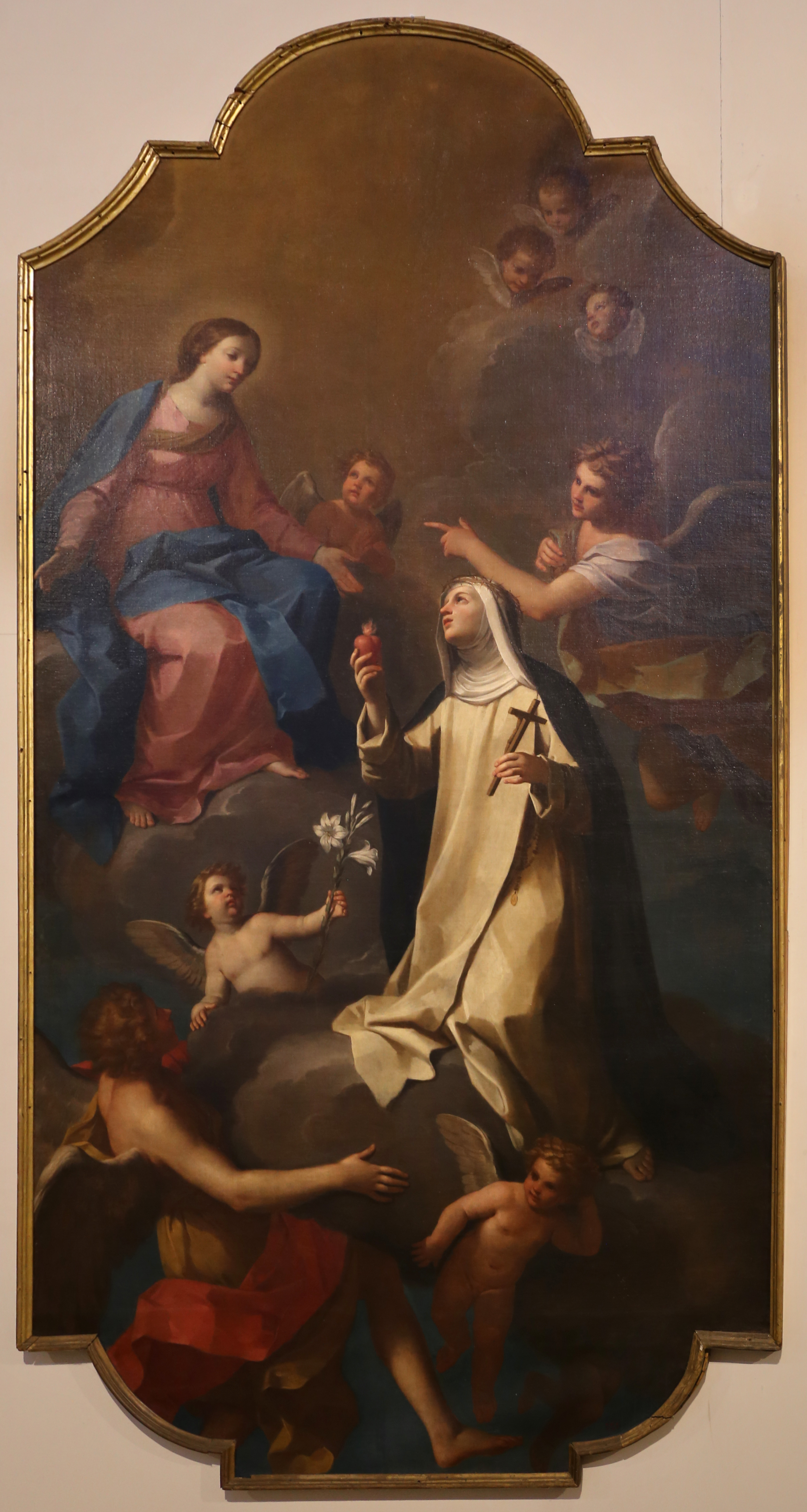
Дева Мария и осанна блаженного Андрея (после 1731), Мантуя, герцогский дворец
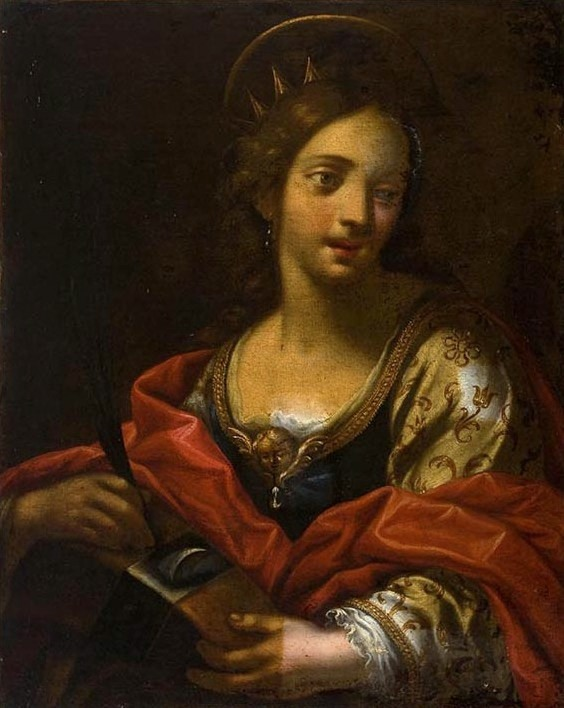
Святая Екатерина
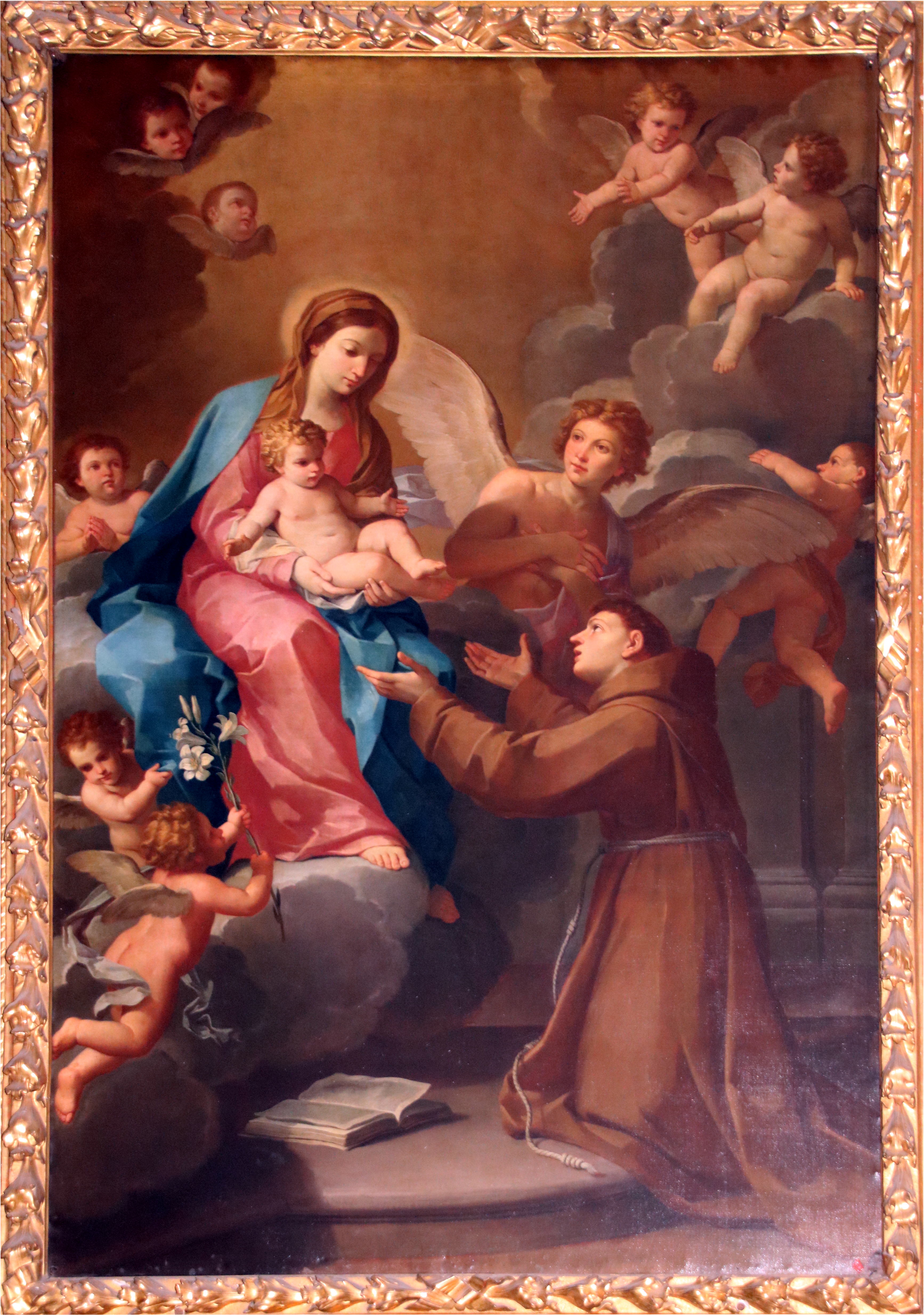
Пресвятая Дева Мария с младенцем Иисусом и св. Антоний Падуанский
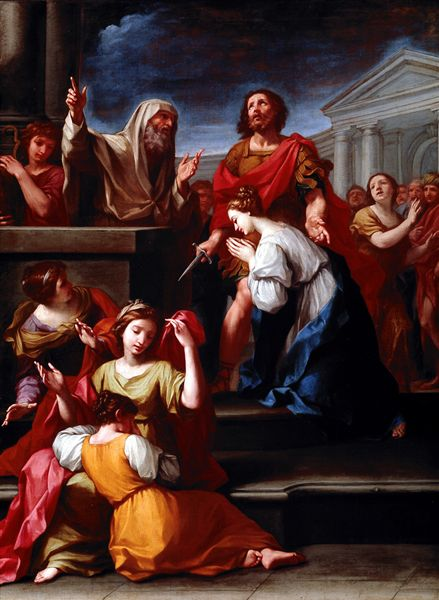
Жертвоприношение дщери Иевфаевой
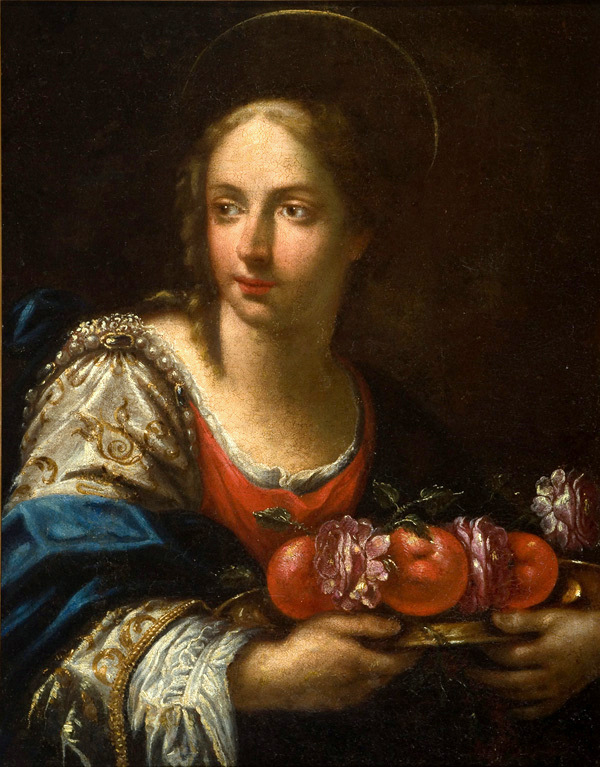
Святая Доротея.
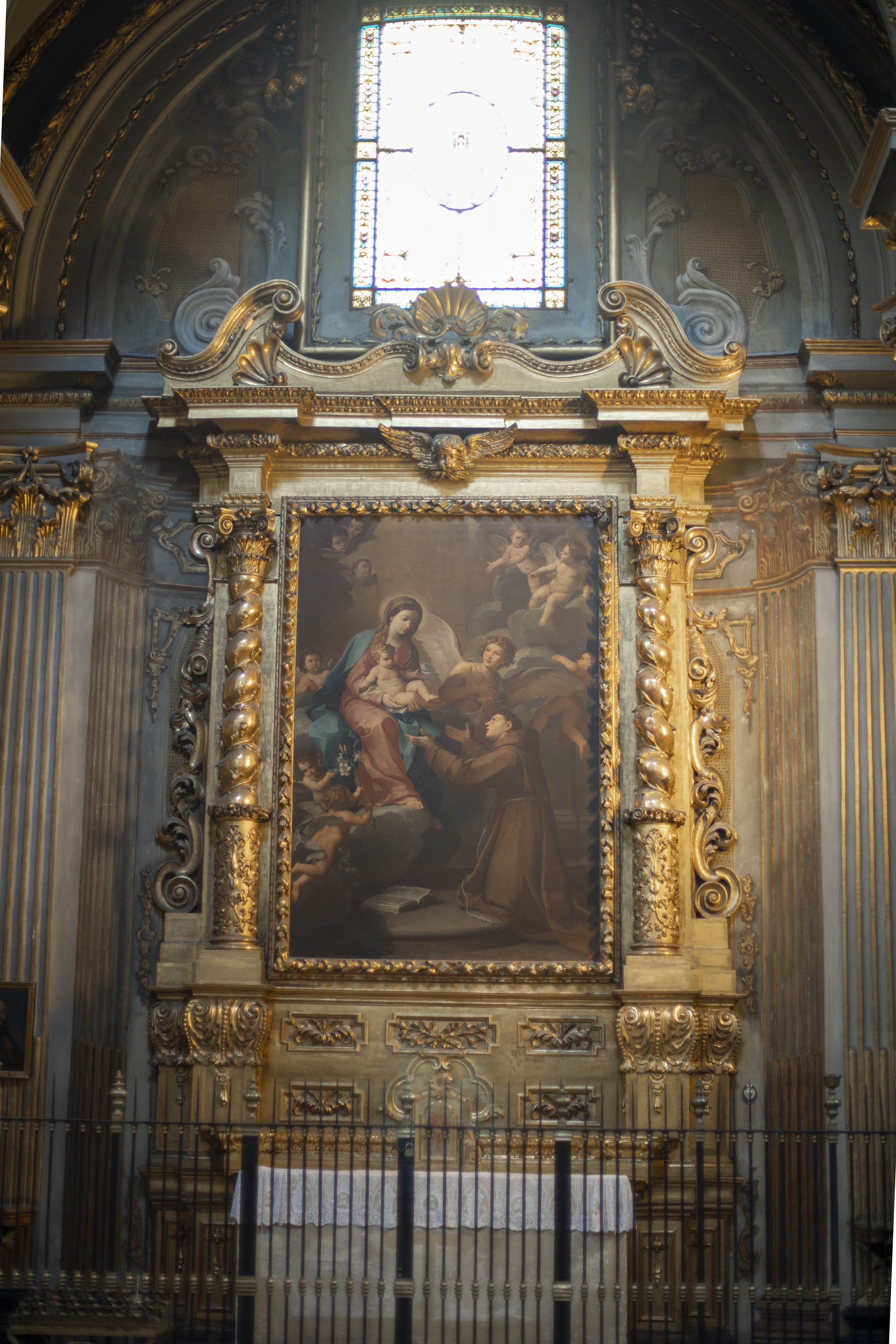
Алтарная картина церкви Мадонна ди Галлиера, Болонья

## Избранные работы
- Святой Иосиф, наставленный ангелом (Corpus Domini, Турин)
- Благовещение (Сан-Себастьяно, Корреджо)
- Святой Антоний Падуанский (San Francesco, Rimini)
- Избиение младенцев (Фонд Пьетро Манодори, Реджо-Эмилия)
- Жертвоприношение дщери Иевфаевой (Fondazione Pietro Manodori, Reggio Emilia)
- Мадонна с мертвым Христом и святыми (Санта-Эуфемия, Римини)
- Успение Пресвятой Богородицы со святыми Магуэлем, Квирино и Романо (Сан-Квирино, Корреджо)
- Мадонна с младенцем (Сан-Квирино, Корреджо)